# Paróquia Nossa Senhora do Rosário (Itabira)
A Paróquia Nossa Senhora do Rosário é uma circunscrição eclesiástica católica brasileira sediada no município de Itabira, no interior do estado de Minas Gerais. Faz parte da Diocese de Itabira-Fabriciano, estando situada na Região Pastoral I. Foi criada em 6 de abril de 1826 e seu território abriga a Catedral Nossa Senhora do Rosário, que é a sé episcopal da diocese.